# Rothenbürg (Selbitz)
Rothenbürg ist ein Gemeindeteil der Stadt Selbitz im Landkreis Hof (Oberfranken, Bayern). Rothenbürg liegt in der Gemarkung Dörnthal.

## Geografie
Das Dorf liegt am Rothenbach. Es hat einen Haltepunkt an der Bahnstrecke Hof–Bad Steben, die parallel zum Rothenbach nach Selbitz führt. Gemeindeverbindungsstraßen führen nach Selbitz zur Kreisstraße HO 33 (1 km nordwestlich), nach Sellanger (1,5 km nördlich) und nach Hüttung in die Kreisstraße HO 27 (1 km südlich).

## Geschichte
Rothenbürg war ein ehemaliges Vorwerk und Rittergut der Vogtländischen Ritterschaft. Der Schlossberg erhebt sich nördlich des Ortskerns. Im Jahre 1358 belehnte Vogt Heinrich der Ältere von Weida die Brüder Hans und Heinz von Weisselsdorf mit Rothenbürg und gab ihnen die Erlaubnis, ein festes Haus zu errichten. Dies ist zugleich die erste urkundliche Erwähnung des Ortes. Bereits im Jahre 1363 ging die Lehensherrschaft an den Burggrafen Friedrich von Nürnberg über. Im Jahre 1398 wurde diese Feste als wüst bezeichnet und befand sich im Besitz der Herren von Reitzenstein. Der Burgstall Am Rothen Berg gilt als Grenzburg und Gegenstück zur Befestigung in Rothenbürg.
Rothenbürg gehörte zur Realgemeinde Dörnthal. Gegen Ende des 18. Jahrhunderts bestand Rothenbürg aus zwölf Anwesen und einem Schloss. Die Hochgerichtsbarkeit hatte das bayreuthische Stadtvogteiamt Hof. Grundherren waren
- das Kastenamt Kulmbach: 2 Viertelhöfe, 1 Dreiviertelhof, 1 Gütlein, 1 Achtelhof, 1 Dreiviertelhof;
- das Rittergut Rothenbürg: 6 Häuser.[6]

Von 1797 bis 1810 unterstand Rothenbürg dem Justiz- und Kammeramt Naila. Infolge des Ersten Gemeindeedikts wurde Rothenbürg dem 1812 gebildeten Steuerdistrikt Selbitz und der zugleich entstandenen Ruralgemeinde Dörnthal zugewiesen. Im Zuge der Gebietsreform in Bayern wurde Rothenbürg am 1. April 1971 nach Selbitz eingemeindet.

### Baudenkmäler
- Weidenweg 5: Ehemals zur Schlossherrschaft Neuhaus gehörender Gutshof[9]

### Einwohnerentwicklung
| Jahr      | 001799 | 001819 | 001861 | 001871 | 001885 | 001900 | 001925 | 001950 | 001961 | 001970 | 001987 | 002021 |
| Einwohner | 45     | 59     | 118    | 112    | 136    | 107    | 121    | 175    | 154    | 184    | 153    | 141    |
| Häuser    | 8      |        |        |        | 20     | 19     | 19     | 23     | 27     |        | 44     |        |
| Quelle    | [ 11 ] | [ 7 ]  | [ 12 ] | [ 13 ] | [ 14 ] | [ 15 ] | [ 16 ] | [ 17 ] | [ 18 ] | [ 19 ] | [ 20 ] | [ 1 ]  |

## Religion
Rothenbürg ist seit der Reformation evangelisch-lutherisch geprägt und bis heute nach Selbitz gepfarrt.